# يوم كاظمة
يوم كاظمة أحد أيام العرب في الجاهلية، لبني نهشل بن دارم من تميم على بكر بن وائل، وحدث ذلك اليوم في كاظمة وهي الكويت في وقتنا الحاضر.

## سبب المعركة
قتل رجلان من بني سعد بن عجل من بكر بن وائل يقال لهما وائل وسليط ابنا عبد الله عما لخالد بن مالك بن ربعي النهشلي يقال له عامر بن ربعي، وكان خالد بن مالك عند النعمان حينئذ ومعه الأسود بن يعفر فالتفت النعمان يوما إلى خالد بن مالك فقال له أي فارسين في العرب تعرف هما أثقل على الأقران وأخف على متون الخيل فقال له أبيت اللعن أنت أعلم فقال خالا ابن عمك الأسود بن يعفر وقاتلا عمك عامر بن ربعي يعني العجليين وائلا وسليطا، فتغير لون خالد بن مالك وإنما أراد النعمان أن يحثه على الطلب بثأر عمه فوثب الأسود فقال أبيت اللعن عض بهن أمه من رأى حق أخواله فوق حق أعمامه؛ وكان الأسود بن يعفر ترك قومه بني نهشل بن دارم لخلاف بينهم وذهب إلى أخواله، ثم التفت إلى خالد بن مالك فقال يا بن عم الخمر علي حرام حتى أثأر لك بعمك قال وعلي مثل ذلك ونهضا يطلبان القوم.

## المعركة
فجمع خالد بن مالك والأسود بن يعفر جمع من بني نهشل بن دارم فأغارا بهم على كاظمة، وأرسلا رجلا من بني زيد بن نهشل بن دارم يقال له عبيد بتجسس لهم الخبر فرجع إليهم فقال جوف كاظمة ملآن من حجاج وتجار وفيهم وائل وسليط متساندان في جيش، فركبت بنو نهشل حتى أتوهم فنادوا من كان حاجا فليمض لحجه ومن كان تاجرا فليمض لتجارته فلما خلص لهم وائل وسليط في جيشهما اقتتلوا فَقُتل وائل وسليط قتلهما هزان ابن زهير بن جندل بن نهشل بن دارم، عادى بينهما وادعى الأسود بن يعفر أنه قتل وائلا ثم عاد إلى النعمان فلما رآه تبسم وقال وفي نذرك يا أسود بن يعفر قال نعم أبيت اللعن, ثم أقام عنده مدة ينادمه ويؤاكله ثم مرض مرضا شديدا فبعث النعمان إليه رسولا يسأله عن خبره وهول ما به فقال:
وقال الفرزدق الدارمي في يوم كاظمة:
وقال نهشل بن حري النهشلي الدارمي: